# Doris Barnett

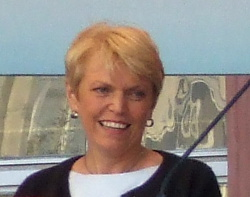
Doris Barnett (2009)

Doris Barnett geb. Frenzel (* 22. Mai 1953 in Ludwigshafen am Rhein) ist eine deutsche Politikerin (SPD) und Juristin. Sie war von 1994 bis 2021 Mitglied des Deutschen Bundestages und war von 1998 bis 2002 Vorsitzende des Ausschusses für Arbeit und Sozialordnung.

## Leben
Nach dem Besuch der Volksschule und der Staatlichen Handelsschule war Barnett in den Jahren 1969 und 1970 als Schreibkraft bei der BASF in Ludwigshafen tätig. Anschließend besuchte sie ein Wirtschaftsgymnasium, wo sie 1973 das Abitur bestand. Danach absolvierte sie ein Studium der Rechtswissenschaft an der Johannes Gutenberg-Universität Mainz, welches sie mit dem ersten juristischen Staatsexamen beendete. Nach Ableistung des Referendariats legte sie 1982 auch das zweite Staatsexamen ab. Im Jahr 1982 begann sie eine Tätigkeit als Rechtssekretärin beim DGB und wechselte 1983 in die Bezirksverwaltung Mainz der Gewerkschaft Öffentliche Dienste, Transport und Verkehr heute ver.di. Im Jahr 1987 trat sie in die Personalabteilung der TWL AG ein und war hier bis 1992 Arbeitnehmervertreterin im Aufsichtsrat. Die TWL waren bis zur Umbenennung die kommunalen Stadtwerke Ludwigshafen. Dort und später bei der TWL AG war der Vater von Barnett jahrzehntelang Personalrats- bzw. Betriebsratsvorsitzender. Anschließend leitete sie bis 1994 das zum Sozialamt gehörende Sozialverwaltungsamt der Stadt Ludwigshafen.
Barnett wurde im Jahr 1992 Landesvorsitzende der Naturfreunde Rheinland-Pfalz und ist Mitglied des Board of Directors der Global Panel Foundation. Sie ist Kuratorin der Oskar-Patzelt-Stiftung. Sie ist verheiratet, hat ein Kind und ist die Enkelin des Politikers und Gewerkschafters Max Frenzel.

## Politik
Sie ist seit im Jahr 1971 Mitglied der SPD. Seit 1984 ist sie im Ortsvereinsvorstand Ludwigshafen-Oggersheim. 1990 wurde sie stellvertretende Vorsitzende des SPD-Stadtverbands Ludwigshafen und 1992 Mitglied des Landesvorstands der SPD Rheinland-Pfalz. 1991 bis 1999 war sie Bezirksvorsitzende der Arbeitsgemeinschaft sozialdemokratischer Frauen (AsF).
In den Jahren 1994 bis 2021 war Doris Barnett Mitglied des Deutschen Bundestages. Hier gehörte sie seit 1998 dem Vorstand der SPD-Bundestagsfraktion an. Von 1998 bis 2002 war sie außerdem Vorsitzende des Ausschusses für Arbeit und Sozialordnung. In der 19. Wahlperiode war sie Vorsitzende des Unterausschusses zu Fragen der Europäischen Union. Barnett war darüber hinaus ordentliches Mitglied im Haushaltsausschuss sowie im Ausschuss für wirtschaftliche Zusammenarbeit und Entwicklung. Außerdem gehörte sie dem Ausschuss für Wahlprüfung, Immunität und Geschäftsordnung, dem Ausschuss für Angelegenheiten der Europäischen Union und dem Auswärtigem Ausschuss als stellvertretendes Mitglied an. Zudem war sie Delegationsleiterin der Parlamentarischen Versammlung der OSZE, ordentliches Mitglied der Parlamentarischen Versammlung des Europarates und stellvertretende Vorsitzende der Deutsch-Russischen Parlamentariergruppe.
Doris Barnett ist 1994 über die Landesliste Rheinland-Pfalz und danach bis einschließlich 2005 als direkt gewählte Abgeordnete des Wahlkreises Ludwigshafen bzw. seit 2002 des Wahlkreises Ludwigshafen/Frankenthal in den Bundestag eingezogen. 1998 besiegte sie als Direktkandidatin den amtierenden Bundeskanzler Helmut Kohl. Bei der Bundestagswahl 2005 erreichte sie hier 43,3 % der Erststimmen. 2009 verlor sie mit 32,4 % der Erststimmen das Direktmandat an ihre CDU-Kontrahentin Maria Böhmer, die 38,4 % erzielte, zog aber über die Landesliste wieder in den Bundestag ein. Dort war sie Mitglied des Ausschusses für Wirtschaft und Technologie. Bei der Bundestagswahl 2013 kandidierte sie erneut im gleichen Wahlkreis gegen Maria Böhmer, verlor und zog über die Landesliste in den Bundestag ein. Bei der Bundestagswahl 2017 unterlag sie dem CDU-Kontrahenten Torbjörn Kartes und zog erneut über die Landesliste in den Bundestag ein.
Zur Bundestagswahl 2021 trat sie nicht erneut an. Sie ist seit 2024 Mitglied des Ortsbeirates Oggersheim in ihrer Heimatstadt Ludwigshafen.

## Mitgliedschaften
Doris Barnett ist Mitglied der überparteilichen Europa-Union Deutschland, die sich für ein föderales Europa und für den europäischen Einigungsprozess einsetzt.